# Espaço projetivo
Em matemática um espaço projetivo é um conjunto de elementos similar ao conjunto P(V) de linhas passando através da origem de um espaço vetorial V. Os casos quando V=R² ou V=R³ são a reta projetiva e o plano projetivo, respectivamente.